# Уэстерн Форс
«Уэстерн Форс» (англ. Western Force — «западная сила») — австралийский регбийный клуб, выступающий в чемпионате Глобал Рапид Регби. Команда выступала в сильнейшем чемпионате Южного полушария — Супер Регби — с сезона 2006 года и в дебютном розыгрыше выиграла всего один матч. Через год команда стала седьмой, а в 2008 году игроки «Форс» финишировали на восьмом месте. Клуб, представляющий Западную Австралию, стал четвёртой командой страны в турнире. В первых пяти сезонах с регбистам работал тренер Джон Митчелл, выполнявший аналогичные функции и в сборной Новой Зеландии.
В 2017 году руководство SANZAAR и ARU исключило «Уэстерн Форс» из Супер Регби, нанеся серьёзный удар по самолюбию клуба. Во избежание потери игровой практики руководство клуба организовало чемпионат Глобал Рапид Регби, розыгрыш которого начался в 2018 году.

## История

### Заявка
Проект «Форс» появился в начале 2000-х годов. В 2002 году была сформирована рабочая группа, которая наблюдала за процессом развития проекта. Специалисты должны были удостовериться, что регбийные институты Западной Австралии подготовят инфраструктуру, если руководство SANZAR примет решение о запуске четвёртой австралийской команды. Регбийный союз Западной Австралии получил разрешение на формальное составление заявки, которая впоследствии была одобрена властями штата. Правительство предоставило ссудило союзу один миллион долларов на развитие команды, а также выделило 25 миллионов на обновление арены «Перт Овал» (другие названия — «Мемберс Экуити Стэдиум», nib Stadium). В декабре 2004 года стало известно, что заявка Западной Австралии оказалась сильнее, нежели проект штата Виктория.

### Первый сезон
10 февраля клуб дебютировал в чемпионате, сыграв с «Брамбиз» на почти заполненном «Субиако Овал» в Перте. Команда проиграла со счётом 10:25, и в следующих турах ситуация стала ещё более сложной. Во втором и третьем турах «Форс» однозначно уступили «Харрикейнз» и без каких-либо шансов проиграли в домашнем матче «Чифс». Многие болельщики были разочарованы стартом команды, и за игрой с «Буллз» наблюдали всего около 23 тысяч любителей игры. 31 марта, в присутствии 24 тысяч зрителей, команда максимально приблизилась к первой победе, но всё же проиргала «Стормерз» с разницей в одно очко (25:26). Тот домашний матч игроки «Форс» начали оптимистично, и в начале игры вели со счётом 10:0. Тем не менее, на незначительное отставание в счёте команда получила первое турнирное очко. Австралийская команда ожидала первого балла дольше, чем какой-либо другой участник чемпионата: для того, чтобы открыть счёт, «Форс» потребовалось 8 раундов (7 матчей).

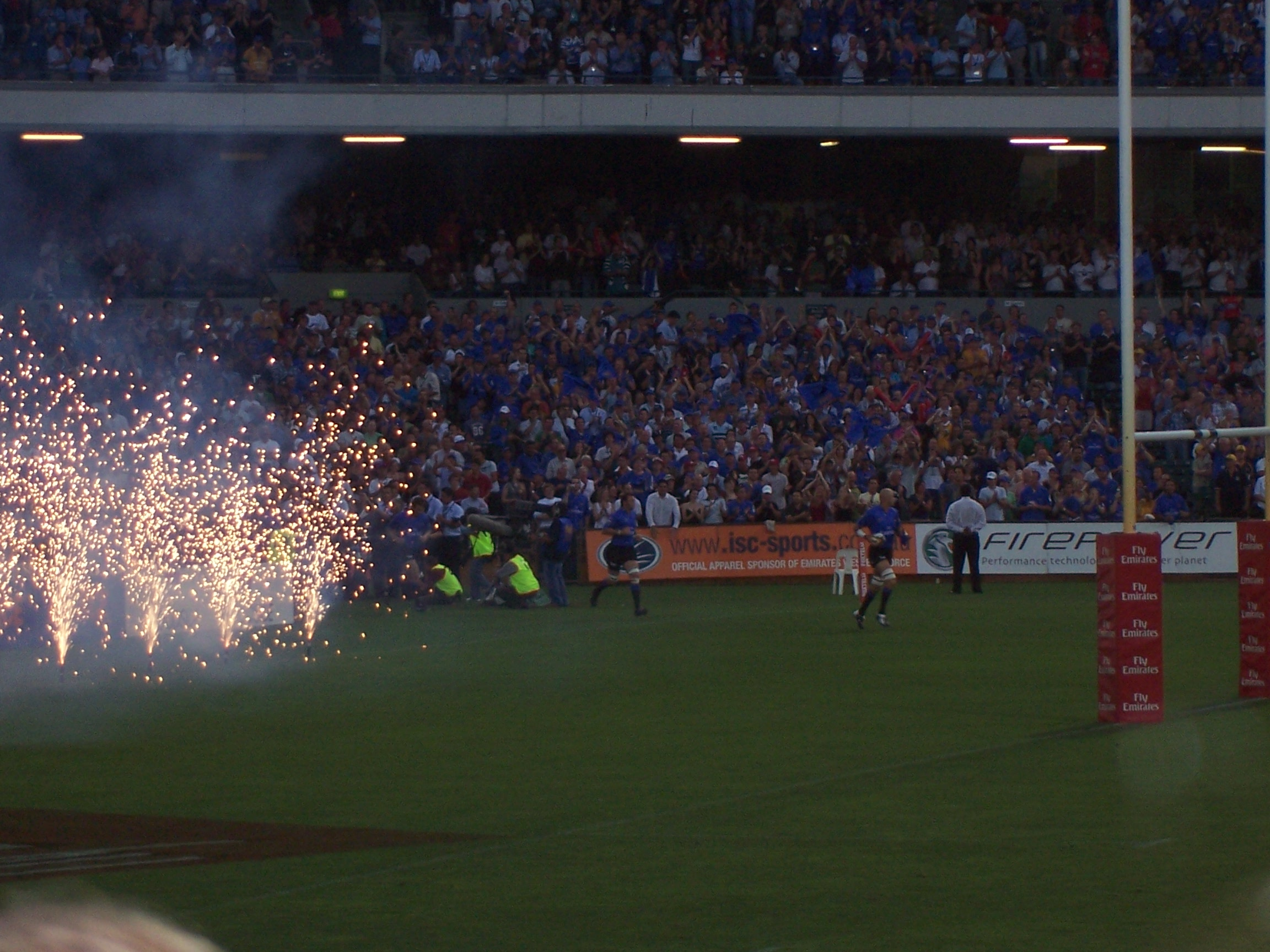
Игроки «Форс» появляются в своём первой матче.

21 апреля команда сыграла вничью (23:23) с действующим чемпионом, ещё не проигрывавшим в сезоне, — «Крусейдерс». На стадионе присутствовал 32 231 зритель. После нескольких минут игры австралийцы вели в счёте (7:0), затем новозеландцы сократили разрыв (7:5). Подобная разница ставила под сомнение какой-либо успех «Форс» в матче, однако затем игроки команды—аутсайдера резко вырвались вперёд (17:5). К перерыву команда вела со счётом 20:8, но всё же новичкам чемпионата не хватило опыта для того, чтобы удержать требуемый результат. «Крестоносцы» провели две попытки и реализовали пенальти, сравняв счёт. На последних секундах игры австралийцы пересекли зачётную линию соперника, но телевизионный инспектор матча отменил это результативное действие.
Два дня спустя команда подписала восходящую звезду «Брамбиз» Мэтта Жито. Игрок, чей контракт с «лошадьми» истёк после сезона-2006, подписал трёхлетний договор с «Форс». Сообщалось, что по условиям контракта игрок получит 4,5 млн. австралийских долларов, что сделало бы его самым высокооплачиваемым игроком в истории всех австралийских лиг во всех видах спорта, произошедших от футбола.
6 мая команда объявила о присоединении к клубу ещё одного игрока, Дрю Митчелла из «Редс». В этот день команда одержала первую и, как оказалось, единственную победу в сезоне: австралийцы обыграли другого новичка — «Сентрал Читаз» — со счётом 16:14. На той же неделе клуб был оштрафован на 110 тысяч долларов за то, что представители «Форс» нарушили порядок проведения переговоров, с нарушением начав обсуждение условий контракта игрока Эла Канаара.

### Глобал Рапид Регби
SANZAAR в 2018 году сократила число участников Супер Регби: среди вылетевших оттуда стал и «Уэстерн Форс», который в августе 2017 года Австралийский регбийный союз (ныне Регби Австралия) постановил исключить из розыгрыша. Пертский бизнесмен Эндрю Форрест, владелец «Форс», был очень недоволен решением, однако решил сохранить игровую практику для своей команды, учредив чемпионат Индо-Тихоокеанской области, куда были бы заявлены несколько команд. В сезоне 2018 состоялась Мировая серия регби из семи показательных матчей, в которой выступили сборные Гонконга, Самоа и Тонга, а также клубы «Крусейдерс», «Мельбурн Ребелс», «Панасоник Уайлд Найтс» и вторая сборная Фиджи («Фиджи Уорриорз»). Следующий розыгрыш состоялся через год с участием четырёх клубов.

## Бренд
Представление бренда и логотипа публике состоялось 19 апреля в Burswood International Resort (Перт). Название команды стало продуктом долгой работы с регбийным сообществом Западной Австралии. По мнению авторов концепции клуба, избранный вариант отражал как географическую принадлежность команды, так и категории «силы, энергии и атмосферы сообщества». На логотипе изображён чёрный лебедь, являющийся одним из символов штата. Ниже присутствует надпись Western Force в оранжевом цвете. Ранее на эмблеме клуба присутствовали синий и золотой цвета, символизировавшие небо, побережье и пляжи, солнечный свет соответственно.
В июле состоялась презентация игровой формы клуба. В качестве модели выступил Брендан Кэннон, облачённый в синюю регбийку с изображением чёрного лебедя. Лэклан Маккей представил гостям запасной комплект формы, включавший золотую регбийку с лебедем. Чёрный и золотой являются традиционными спортивными цветами Западной Австралии. Оба комплекта были проданы с аукциона. Цена каждого набора составила 30 тысяч долларов.

## Стадион
В прошлом команда проводила все домашние матчи на арене «Субиако Овал». Стадион, выполненный в овальной форме для игры в австралийский футбол, способен вместить 43 500 зрителей.
В феврале 2008 года Правительство штата сообщило о планах построить новую многофункциональную арену в районе Kitchener Park, неподалёку от «Субиако». Предполагалось, что стадион будет строиться в 2011—2016 годах, при этом большая часть работ будет завершена в 2014 году. В проекте была заявлена шестидесятитысячная вместимость. Объект должен был использоваться как для матчей австралийского футбола, так и для домашних игр «Форс». Следовательно, конструкция арены предусматривает использование полей как овальной, так и прямоугольной формы.
Однако проигрыш кабинета лейбористов в 2008 году стал причиной отмены проекта. Вместо этого клуб занял стадион «Перт Овал», способный принять 18 тысяч болельщиков. Команда играет на «Овале» с 2010 года. Причиной переезда стал тот факт, что трибуны «Субиако» предназначены в первую очередь для наблюдения за игрой в австралийский футбол, и боление на регбийных матчах затрудняется из-за плохой видимости на задних рядах. Представители «Форс» и футбольного клуба «Перт Глори» выступили за расширение трибун стадиона до 20 500 мест и модернизацию инфраструктуры арены. В результате «Форс» стали обладателями правительственного гранта, который должен быть использован для реконструкции.
В 2010—2011 годах правительство разрабатывало план реконструкции. Первая стадия работ была оценена в 88 миллионов долларов. Первый этап подразумевал сооружение новой постоянной восточной трибуны, установку новых осветительных приборов, двух экранов, светодиодных рекламных вывесок на уровне поля, замену покрытия и замену части южной трибуны. Затем в проект были добавлены 48 корпоративных лож и настил на 250 мест близ новой восточной трибуны, которые были оценены ещё в 7,14 миллиона.
В июне 2012 года тендер на реконструкцию выиграла компания BGC. 7 июня министр спорта и отдыха Терри Уолдрон сообщил, что план работ по южной трибуне изменился, и вместо подмостков там появится новая постоянная конструкция. Работы начались в июле, и предполагается что план будет осуществлён в марте 2013 года.

## «Уэстерн Форс Голд»

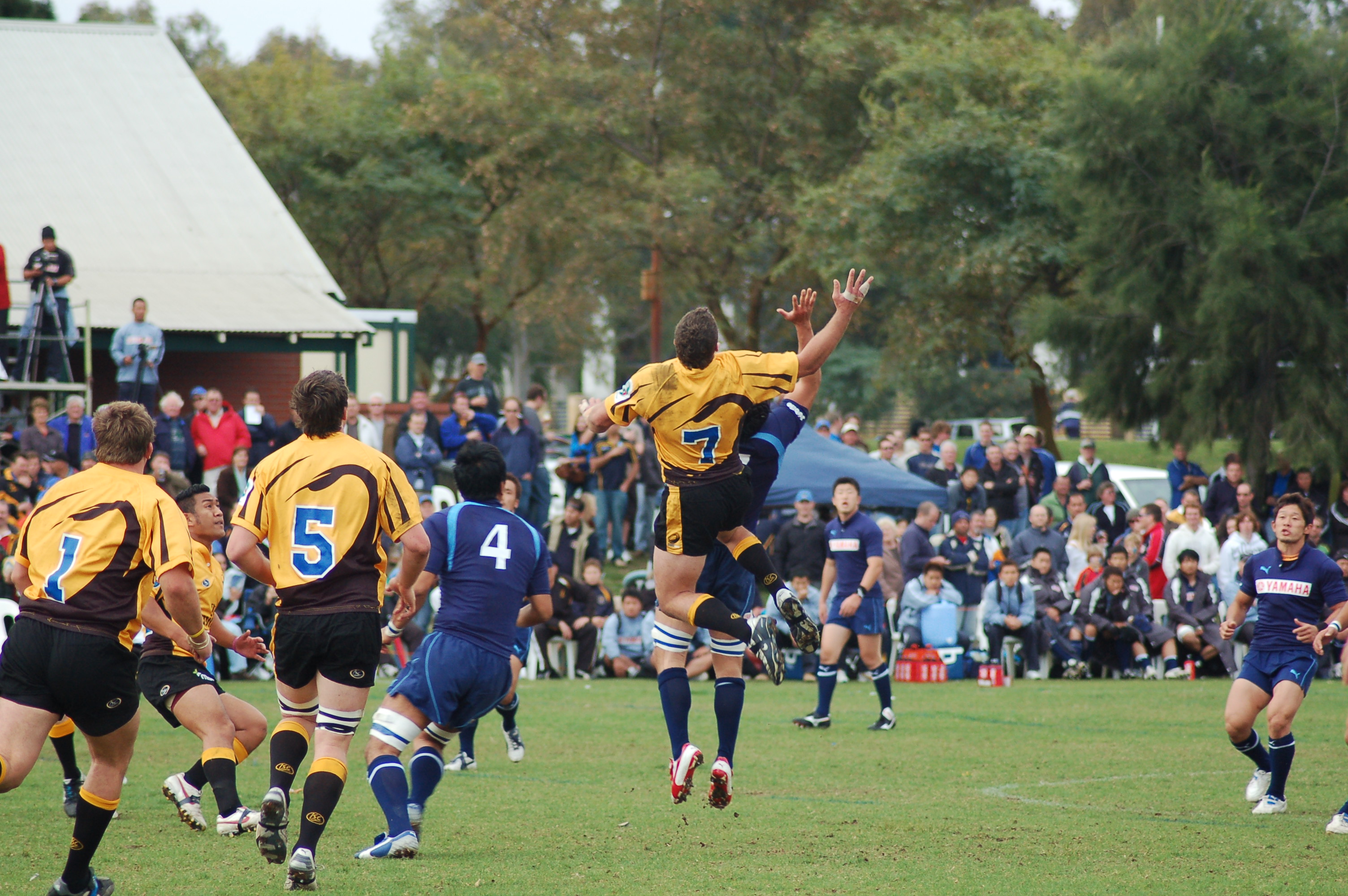
«Голд» в игре с «Ямахой».

«Уэстерн Форс Голд» — команда, представляющая штат в играх, которые проходят по окончании сезона в Супер Регби. Регбисты «Голд» играли со сборной Самоа, южноафриканскими командами «Блю Буллз» и «Голден Лайонз». Кроме того, австралийцы провели матчи с японскими командами «Тосиба» и «Ямаха». Сборную Сингапура игроки «Голд» разгромили со счётом 113:7.

## Результаты
| Супер 14 | Супер Регби |
| Сезон | Место | Игры | Победы | Ничьи | Поражения | Очки + | Очки - | Разница | Бонусы | Турнирные очки |
| ----- | ----- | ---- | ------ | ----- | --------- | ------ | ------ | ------- | ------ | -------------- |
| 2006  | 14-е  | 13   | 1      | 2     | 10        | 223    | 373    | −150    | 4      | 12             |
| 2007  | 7-е   | 13   | 6      | 1     | 6         | 276    | 282    | −6      | 6      | 32             |
| 2008  | 8-е   | 13   | 7      | 0     | 6         | 247    | 278    | −31     | 5      | 33             |
| 2009  | 8-е   | 13   | 6      | 1     | 6         | 328    | 275    | +53     | 10     | 36             |
| 2010  | 13-е  | 13   | 4      | 0     | 9         | 258    | 364    | −106    | 3      | 19             |
| 2011  | 12-е  | 16   | 5      | 2     | 9         | 333    | 416    | −83     | 5      | 37             |
| 2012  | 14-е  | 16   | 3      | 0     | 13        | 306    | 440    | −134    | 7      | 27             |
| 2013  | 13-е  | 16   | 4      | 1     | 11        | 267    | 366    | −99     | 5      | 31             |
| 2014  | 8-е   | 16   | 9      | 0     | 7         | 343    | 393    | −50     | 4      | 40             |
| 2015  | 15-е  | 16   | 3      | 0     | 13        | 245    | 384    | −139    | 7      | 19             |

## Текущий состав
Сезон 2015 года.

## Рекорды
- Наибольшее число матчей: Мэтт Ходжсон (120)
- Наибольшее число очков: Кэмерон Шеферд (370)
- Наибольшее число очков в сезоне: Джеймс О’Коннор (170, 2011 г.)
- Наибольшее число очков в одном матче: Кэмерон Шеферд (25, «Буллз», 2007 г.)
- Наибольшее число попыток: Кэмерон Шеферд (30)
- Наибольшее число попыток в сезоне: Скотт Стэнифорт (9, 2006 г.)
- Наибольшее число попыток в одном матче: Скотт Стэнифорт (3, «Лайонз», 2006 г.), Кэмерон Шеферд (3, «Брамбиз», 2009 г.)